# Rietumu Banka-Riga
Rietumu-Delfin is een Letse wielerploeg. Het is een continentale ploeg.
Vasil Kiryjenka is waarschijnlijk de bekendste renner van de ploeg. De Wit-Rus reed echter maar een halfjaar voor de ploeg (vanaf 14 juni 2006) en vertrok vervolgens naar Tinkoff Credit Systems.

## Seizoen 2014

### Transfers
| Inkomend      | Team 2013              | Uitgaand     | Team 2014                            |
| ------------- | ---------------------- | ------------ | ------------------------------------ |
| Andžs Flaksis | Bontrager Cycling Team | Toms Skujinš | Hincapie Sportswear Development Team |

## Seizoen 2013

### Overwinningen in de UCI Africa Tour
| Datum    | Wedstrijd                 | Cat. | Winnaar      |
| -------- | ------------------------- | ---- | ------------ |
| 22 maart | 2e etappe Ronde van Blida | 2.2  | Toms Skujinš |

### Overwinningen in de UCI Europe Tour
| Datum       | Wedstrijd                    | Cat. | Winnaar         |
| ----------- | ---------------------------- | ---- | --------------- |
| 22 juni     | Lets kampioenschap, Beloften | CN   | Toms Skujinš    |
| 25 augustus | 6e etappe Baltic Chain Tour  | 2.2  | Andris Smirnovs |

### Renners
| Naam                                           | Geboortedatum     | Nationaliteit | Ploeg 2012                      |
| ---------------------------------------------- | ----------------- | ------------- | ------------------------------- |
| Uldis Alitis (vanaf 19 oktober)                | 25 juli 1983      | Letland       | Neo                             |
| Armands Bēcis                                  | 16 januari 1991   | Letland       |                                 |
| Krisjanis Beitans                              | 11 december 1994  | Letland       | Neo                             |
| Sandis Eislers                                 | 2 juli 1993       | Letland       | Alpha Baltic-UnityMarathons.com |
| Krists Neilands                                | 18 augustus 1994  | Letland       | Neo                             |
| Mathieu Perget (vanaf 1 juli-tot 16 augustus)  | 18 september 1984 | Frankrijk     | AG2R-La Mondiale                |
| Lars Pria                                      | 31 januari 1983   | Roemenië      | Arbö Gebrüder Weiss-Oberndorfer |
| Ivars Prokofjevs                               | 7 februari 1991   | Letland       |                                 |
| Peeter Pruus                                   | 16 juli 1989      | Estland       | Neo                             |
| Reijo Puhm                                     | 2 februari 1990   | Estland       |                                 |
| Toms Skujinš                                   | 15 juni 1991      | Letland       | La Pomme Marseille              |
| Andris Smirnovs (vanaf 10 juni)                | 6 februari 1990   | Letland       |                                 |
| Dimitri Sorokin                                | 6 juni 1982       | Rusland       |                                 |
| Guillaume Soula (vanaf 1 juli-tot 16 augustus) | 29 oktober 1980   | Frankrijk     | Neo                             |
| Peeter Tarvis                                  | 14 december 1993  | Estland       | Neo                             |
| Andris Vosekalns                               | 26 juni 1992      | Letland       |                                 |

## Ploegen per jaar
- Ploeg 2007